# Diplazium siamense
Diplazium siamense är en majbräkenväxtart som beskrevs av Carl Frederik Albert Christensen.
Diplazium siamense ingår i släktet Diplazium och familjen Athyriaceae. Inga underarter finns listade i Catalogue of Life.